# NBA All-Star Game 1979
Le NBA All-Star Game 1979 s’est déroulé le 4 février 1979 dans le Pontiac Silverdome de Détroit.

## Effectif All-Star de l’Est
- Moses Malone (Rockets de Houston)
- Julius Erving (76ers de Philadelphie)
- Elvin Hayes (Washington Bullets)
- Pete Maravich (New Orleans Jazz)
- George Gervin (Spurs de San Antonio)
- Bobby Dandridge (Washington Bullets)
- Larry Kenon (Spurs de San Antonio)
- Bob Lanier (Pistons de Détroit)
- Calvin Murphy (Rockets de Houston)
- Rudy Tomjanovich (Rockets de Houston)
- Doug Collins (76ers de Philadelphie)
- Campy Russell (Cavaliers de Cleveland)

## Effectif All-Star de l’Ouest
- Kareem Abdul-Jabbar (Lakers de Los Angeles)
- Dennis Johnson (SuperSonics de Seattle)
- Walter Davis  (Suns de Phoenix)
- George McGinnis (Nuggets de Denver)
- David Thompson (Nuggets de Denver)
- Paul Westphal (Suns de Phoenix)
- Maurice Lucas (Trail Blazers de Portland)
- Marques Johnson (Bucks de Milwaukee)
- Otis Birdsong (Kansas City Kings)
- Artis Gilmore (Bulls de Chicago)
- Jack Sikma (SuperSonics de Seattle)